# Nikolaus Wilhelm Eckardt
Nikolaus Wilhelm Eckardt (* 13. Oktober 1820 in Wesel; † 2. Mai 1880 in Höxter) war ein deutscher Bürgermeister und Politiker.
Eckardt, der evangelischer Konfession war, war Amtsanwalt. 1858–1880 war er Bürgermeister von Höxter. 1865, 1873 und 1880 gehörte er für den Wahlbezirk Minden-Ravensberg und die Städte Höxter und Paderborn dem Provinziallandtag der Provinz Westfalen an.